# 富山県道354号川内五郎丸線
富山県道354号川内五郎丸線（とやまけんどう354ごう こうちごろうまるせん）は、富山県砺波市内を通る一般県道（富山県道）である。

## 概要

### 路線データ
- 起点：富山県砺波市川内280の2[1]（＝富山県道346号山田湯谷線交点）
- 終点：富山県砺波市五郎丸1904の2[1]（＝国道156号交点、富山県道25号砺波細入線起点、富山県道371号本町高木出線交点）

## 歴史
- 1973年（昭和48年）3月31日：路線認定[1][2]。

## 路線状況

### 重複区間
- 富山県道346号山田湯谷線（砺波市川内：起点 - 同市五谷）
- 富山県道25号砺波細入線（砺波市井栗谷・夢の平橋北詰 - 同市五郎丸・五郎丸交差点：終点）

## 地理

### 通過する自治体
- 富山県砺波市

### 接続する道路
- 富山県道346号山田湯谷線（砺波市川内：起点）
- 富山県道346号山田湯谷線（砺波市五谷）
- 富山県道25号砺波細入線（砺波市井栗谷・夢の平橋北詰）
- 富山県道11号新湊庄川線（砺波市庄川町三谷・三谷交差点）
- 富山県道370号富山庄川小矢部自転車道線（砺波市太田・雄神大橋西詰）
- 富山県道40号高岡庄川線（砺波市太田・太田工業団地口交差点）
- 富山県道17号砺波庄川線（砺波市中野・中野交差点）
- 国道156号、富山県道371号本町高木出線（砺波市五郎丸・五郎丸交差点：終点）

### 周辺
- 鉢伏山
- 夢の平スキー場
- 寺尾温泉
- 庄川
- 太田工業団地
  - サンエツ金属 砺波本社工場、プレシジョン工場
  - 北越 本社・砺波工場
- 砺波市立庄南小学校